# Невежис (футбольный клуб)
ФК «Невежис» (лит. Futbolo klubas „Nevėžis“) — профессиональный футбольный клуб из города Кедайняй, выступающий в чемпионате Литвы.
Трёхкратный чемпион Латвийской ССР (1966, 1972, 1973), дважды вице-чемпион (1968, 1969), трижды бронзовый призёр (1967, 1970, 1979).

## История
Основан как профессиональный клуб в 1962 году.

## Достижения
- Первая лига Литвы по футболу
  - Победитель: 2020.

## Сезоны (2018—…)
| Сезон | Уровень | Лига        | Место                 | @     | Кубок Литвы |
| ----- | ------- | ----------- | --------------------- | ----- | ----------- |
| 2018  | 2       | Первая лига | 4                     | [ 1 ] | 1/4 финала  |
| 2019  | 2       | Первая лига | 5                     | [ 2 ] | 1/4 финала  |
| 2020  | 2       | Первая лига | 1 ▲ Перевод в A Лигу  | [ 3 ] | 1/32 финала |
| 2021  | 1       | А Лига      | 10 ▼ Перевод в I лигу | [ 4 ] | 1/8 финала  |
| 2022  | 2       | Первая лига | 3                     |       | 1/32 финала |
| 2023  | 2       | Первая лига | 3                     |       | 1/16 финала |
| 2024  | 2       | Первая лига | 6                     |       | 1/4 финала  |
| 2025  | 2       | Первая лига |                       |       | 1/16 финала |